# Overland (Nebraska)
Overland es un lugar designado por el censo ubicado en el condado de Hamilton en el estado estadounidense de Nebraska. En el Censo de 2010 tenía una población de 153 habitantes y una densidad poblacional de 41,57 personas por km².

## Geografía
Overland se encuentra ubicado en las coordenadas 41°4′53″N 97°58′43″O / 41.08139, -97.97861. Según la Oficina del Censo de los Estados Unidos, Overland tiene una superficie total de 3.68 km², de la cual 3.08 km² corresponden a tierra firme y (16.26%) 0.6 km² es agua.

## Demografía
Según el censo de 2010, había 153 personas residiendo en Overland. La densidad de población era de 41,57 hab./km². De los 153 habitantes, Overland estaba compuesto por el 98.69% blancos, el 0% eran afroamericanos, el 0.65% eran amerindios, el 0% eran asiáticos, el 0% eran isleños del Pacífico, el 0% eran de otras razas y el 0.65% pertenecían a dos o más razas. Del total de la población el 0.65% eran hispanos o latinos de cualquier raza.